# Jevgenija Medvedeva
Jevgenija Armanovna Medvedeva (russisk: Евгения Армановна Медведева; født 19. november 1999 i Moskva) er en russisk kunstskøjteløber. Hun vandt sølv i kvindekonkurrencen under vinter-OL 2018. Hun var også en del af holdet som tog sølv i holdkonkurrencen i kunstskøjteløb under vinter-OL 2018.